# Peine de mort (nouvelle)
Pour la peine capitale, voir Peine de mort.
Peine de mort est une nouvelle de Georges Simenon, publiée en 1936. Elle fait partie de la série des Maigret.

## Historique
La nouvelle est écrite à Neuilly-sur-Seine en octobre 1936. Son édition pré-originale s'est faite dans l'hebdomadaire « Paris-Soir-Dimanche » le 14 novembre 1936. Peine de mort est le quatrième volet d'une série de cinq nouvelles qui font l'objet d'un concours hebdomadaire. Chaque nouvelle s'étend sur deux numéros : dans le premier sont posés tous les éléments de l'énigme ; dans le second, en quelques lignes, est donné son dénouement. 
La nouvelle est reprise dans le recueil Les Nouvelles Enquêtes de Maigret en 1944 chez Gallimard.

## Résumé
Jehan d'Oulmont, un jeune homme d'une riche famille belge, est accusé du meurtre de son oncle. Pendant son interrogatoire à la PJ, il nie tout. Faute de preuves, on le relâche, mais Maigret le prend en filature. Il le suit jusqu'à Bruxelles, sans le lâcher d'une semelle, comptant sur le fait que le présumé coupable fera un geste qui le trahira...

## Éditions
- Édition originale : Gallimard, 1944
- Tout Simenon, tome 24, Omnibus, 2003  (ISBN 978-2-258-06109-5)
- Folio Policier, n° 679, 2013  (ISBN 978-2-07-030451-6)
- Tout Maigret, tome 10, Omnibus,  2019  (ISBN 978-2-258-15349-3)